# Martín Davila

Martín Davila (Puenteareas, Provincia de Pontevedra, 13 de marzo de 1999) es un balonmanista español, formado en la cantera del CBM Porriño y que tras pasar por diversos clubs, actualmente juega en el PROIN Triana en la División de Honor Plata.

## Trayectoria Deportiva
Empezó su jugar al balonmano con 6 años en la cantera del CBM Porriño. Fue pasando por las distintas categorías hasta que en la temporada 2015/16 llegó al primer equipo en Primera División Nacional, aún en edad juvenil. En su etapa de formación disputó dos campeonatos de España con la Selección Gallega, uno de ellos siendo cadete y el otro siendo juvenil. Además, también en categoría juvenil, se proclamó campeón de la Copa Federación de Galicia en la temporada 2015/16.
En el Balonman Cañiza estuvo tres temporadas. En la última de ellas, tras marcar 139 goles en 30 partidos en su última temporada, fichó por el histórico SD Teucro. Allí coincidió con su actual compañero Víctor Deco.
Tras marcar 72 goles en 28 partidos en el conjunto pontevedrés, y no conseguir la permanencia en Plata, fichó por el BM Alarcos, también con el objetivo de mantener al equipo manchego en Plata. 
En la temporada 2023/24, tras una fallido fichaje por el Handbol Mallorca, regresó de nuevo a su tierra natal para recalar en el Balonman Cañiza. Sus buenos números (71 goles en 16 partidos) hicieron que el BM Proín Triana lo fichara para sustituir la ausencia del extremo derecho Fabio Amorós. En el club trianero se ha afianzado en el puesto llegando a ser un jugador importante en la consecución del ascenso. Fue declarado MVP del tercer partido de la fase de ascenso en la que fue además máximo goleador del equipo con 15 goles en los 3 partidos.

## Historial de Temporadas
| Temporada | Liga                              | Equipo          | Fase          | Goles | Partidos | Media |
| --------- | --------------------------------- | --------------- | ------------- | ----- | -------- | ----- |
| 2016/2017 | 1ª División Nacional              | CBM Porriño     | -             | 22    | 13       | 0,59  |
| 2017/2018 | 1ª División Nacional              | CBM Porriño     | -             | 28    | 129      | 4,61  |
| 2018/2019 | 1ª División Nacional              | Balonman Cañiza | -             | 86    | 27       | 3,19  |
| 2019/2020 | 1ª División Nacional              | Balonman Cañiza | -             | 51    | 22       | 2,32  |
| 2020/2021 | 1ª División Nacional              | Balonman Cañiza | -             | 139   | 30       | 4,63  |
| 2021/2022 | División de Honor Plata - Grupo A | CB Teucro       | 1ª Fase       | 46    | 18       | 2,56  |
| 2021/2022 | División de Honor Plata - Grupo A | CB Teucro       | Fase Descenso | 26    | 10       | 2,6   |
| 2022/2023 | División de Honor Plata - Grupo B | BM Alarcos      | 1ª Fase       | 15    | 16       | 0,94  |
| 2022/2023 | División de Honor Plata - Grupo B | BM Alarcos      | Fase Descenso | 7     | 10       | 0,7   |
| 2023/2024 | 1ª División Nacional- Gº A        | Balonman Cañiza | -             | 71    | 16       | 4,44  |
| 2023/2024 | 1ª División Nacional- GºF         | BM Proín Triana | 1ª Fase       | 31    | 12       | 2,58  |
| 2023/2024 | 1ª División Nacional- GºF         | BM Proín Triana | Fase Ascenso  | 16    | 3        | 5,33  |

- Actualizado a final de temporada 2023/24
- Fuente:RFEBM